# Zeitschrift für Geistiges Eigentum
Die Zeitschrift für Geistiges Eigentum (ZGE)/ Intellectual Property Journal (IPJ) ist eine juristische Fachzeitschrift. Sie versteht sich als forschungsorientierte Zeitschrift für grundlagenorientierte Abhandlungen zum Patentrecht, Urheberrecht, Kennzeichenrecht und zu verwandten Rechtsgebieten.
Aufsätze und Rezensionen erscheinen in deutscher und englischer Sprache, wobei allen deutschsprachigen Artikeln eine englische Zusammenfassung beigegeben wird.
Die Zeitschrift erscheint seit 2009 viermal jährlich im Mohr Siebeck Verlag.
Herausgeber der Zeitschrift sind Michael Grünberger, Diethelm Klippel, Karl-Nikolaus Peifer und Herbert Zech. Ehemalige Herausgeber waren Maximilian Haedicke, Matthias Leistner und Ansgar Ohly.